# Criatividade Organizacional
Criatividade organizacional é caracterizada pelo conjunto de práticas adotadas pelas organizações, para estimular o desenvolvimento contínuo de ideias inovadoras.
Surgiu pela necessidade das organizações aperfeiçoarem a utilização de recursos, mantendo a competitividade para lidar com as incertezas, instabilidade, escassez de recursos e a competição de mercados globalizados, obtendo sucesso em longo prazo.
Os pesquisadores, Siegel & Kaemmerer,1978; Ekvall & Andersson, 1985; Amabile & Gryskiewicz, 1989 foram precursores na busca do entendimento das variáveis ambientais e comportamentais que determinam o grau de criatividade presente nas organizações. Amabile & Gryskiewicz, identificaram estímulos e obstáculos que a favorecem ou inibem a criatividade. Panizzon, 2016, comprovou estatisticamente que a Criatividade Organizacional é um dos determinantes da Habilidade em Desenvolvimento de Novos Produtos em empresas Industriais: aquelas que possuem maior desempenho em "desenvolver, lançar e introduzir novos produtos no mercado internacional" também apresentam maiores níveis de desenvolvimento de sua Criatividade Organizacional.

## Estímulos e Barreiras

### Principais estímulos  para o sucesso da criatividade organizacional
Suporte da chefia, desafios, participação, suporte do grupo de trabalho, suporte organizacional, estrutura organizacional, liberdade e autonomia, comunicação, ambiente físico, recursos tecnológicos e materiais, salários e benefícios e treinamento, liberdade, trabalho desafiante, encorajamento do supervisor, suporte do grupo de trabalho e encorajamento organizacional.

### Principais barreiras para o sucesso da criatividade organizacional
Características da chefia, relações interpessoais, cultura organizacional, comunicação, ambiente físico, falta de recursos tecnológicos e materiais, características da tarefa, salário e benefícios, volume de serviços, falta de liberdade e autonomia, falta de treinamento e influência político-administrativa, impedimentos organizacionais e pressão no trabalho.